# 韓国女性人権振興院
韓国女性人権振興院（朝鮮語: 한국여성인권진흥원、ハングク ヨソン イングォン チヌンウォン、英語: Women's Human Rights Institute of Korea）は、大韓民国（韓国）女性家族部傘下の公共機関である。
慰安婦関連資料の国際連合教育科学文化機関（ユネスコ）「世界の記憶（世界記憶遺産）」登録支援事業を受託していたが、2015年12月28日の慰安婦問題日韓合意により中止された。
2018年8月10日、院内に日本軍慰安婦問題研究所（朝鮮語: 일본군위안부문제연구소）が設置された。